# Perené (Perú)
Perené es una localidad peruana ubicada en la región Junín, provincia de Chanchamayo, distrito de Perené. Es asimismo capital del distrito de Perené. Se encuentra a una altitud de 621 m s. n. m. Tiene una población de 2014 habitantes en 1993.

## Etimología
Según el ingeniero Federico Schiappi en su obra La Región Central del Perú. El río Perené en 1932, Indica que más antes era Pereniki y no Perené ya que en lengua Asháninka quiere decir agua grande y ciertamente el río se une al río Ene con 160 kilómetros.

## Clima
| Parámetros climáticos promedio de Perené | Parámetros climáticos promedio de Perené | Parámetros climáticos promedio de Perené | Parámetros climáticos promedio de Perené | Parámetros climáticos promedio de Perené | Parámetros climáticos promedio de Perené | Parámetros climáticos promedio de Perené | Parámetros climáticos promedio de Perené | Parámetros climáticos promedio de Perené | Parámetros climáticos promedio de Perené | Parámetros climáticos promedio de Perené | Parámetros climáticos promedio de Perené | Parámetros climáticos promedio de Perené | Parámetros climáticos promedio de Perené |
| Mes                                      | Ene.                                     | Feb.                                     | Mar.                                     | Abr.                                     | May.                                     | Jun.                                     | Jul.                                     | Ago.                                     | Sep.                                     | Oct.                                     | Nov.                                     | Dic.                                     | Anual                                    |
| ---------------------------------------- | ---------------------------------------- | ---------------------------------------- | ---------------------------------------- | ---------------------------------------- | ---------------------------------------- | ---------------------------------------- | ---------------------------------------- | ---------------------------------------- | ---------------------------------------- | ---------------------------------------- | ---------------------------------------- | ---------------------------------------- | ---------------------------------------- |
| Temp. máx. media (°C)                    | 29.4                                     | 28.6                                     | 29.2                                     | 29.8                                     | 29.5                                     | 29.2                                     | 28.7                                     | 29.8                                     | 30.4                                     | 30                                       | 30.2                                     | 29.6                                     | 29.5                                     |
| Temp. media (°C)                         | 24.3                                     | 23.9                                     | 24                                       | 24.1                                     | 23.5                                     | 22.9                                     | 22.5                                     | 23.2                                     | 24                                       | 24.2                                     | 24.4                                     | 24.1                                     | 23.8                                     |
| Temp. mín. media (°C)                    | 19.3                                     | 19.2                                     | 18.8                                     | 18.4                                     | 17.6                                     | 16.6                                     | 16.3                                     | 16.7                                     | 17.6                                     | 18.4                                     | 18.7                                     | 18.7                                     | 18                                       |
| Fuente: climate-data.org                 |                                          |                                          |                                          |                                          |                                          |                                          |                                          |                                          |                                          |                                          |                                          |                                          |                                          |